# Sympetrum tibiale
Sympetrum tibiale är en trollsländeart som först beskrevs av Friedrich Ris 1897.  Sympetrum tibiale ingår i släktet ängstrollsländor, och familjen segeltrollsländor. Inga underarter finns listade i Catalogue of Life.